# Stanya Kahn
Stanya Kahn (San Francisco, California, 1968) es una videoartista estadounidense. "Utilizando el humor como un dispositivo central, Kahn combina la narración de cuentos con actuaciones viscerales, difuminando las líneas entre lo ficticio y lo real para mostrar cómo el lenguaje se forja a partir del trauma". "Los personajes de Kahn son flâneurs contemporáneos, y cada uno es firme en una deriva física o lingüística que lleva al espectador a través de narraciones de mortalidad, trauma, familia y la ética de la responsabilidad cívica y ecológica".

## Carrera
Se graduó con un Máster en Bellas Artes de la Milton Avery College of the Arts de Bard College.
Ha exhibido en todo el mundo en colaboración con el artista Harry Dodge en la última década y ha exhibido en solitario desde 2010. Antes y durante su colaboración con Dodge, realizó trabajos en solitario y también colaboró con los artistas y coreógrafos Keith Hennessy, CORE e Ishmael Houston Jones, haciendo giras en vivo en todo el mundo desde 1992 hasta 2000. Potagonizó y fue una escritora colaboradora para el largometraje independiente By Hook o By Crook, que ganó numerosos premios y fue una selección oficial del Festival de Cine de Sundance . Está representada por Susanne Vielmetter en Los Ángeles. Su trabajo se encuentra en las colecciones permanentes del Museo de Arte Moderno, NY, el Hammer Museum, LA y la Colección Goetz, Munich. 
El trabajo de Kahn se ha mostrado en numerosos lugares a nivel nacional e internacional, incluida la Whitney Biennal de 2008; y la Bienal de California 2010 en el Museo de Arte del Condado de Orange; El museo de arte moderno, Nueva York; Museo de Arte Contemporáneo, Los Ángeles; el Centro Getty, Los Ángeles; Hammer Museum, Los Angeles; Festival de cine de Sundance; Centro de Arte y Medios, Karlsrühe; PS1 Center for Contemporary Art, Nueva York; Centro Contemporáneo de Arte, Vilnius, Lituania; MIT, Cambridge; ICA, Filadelfia; Kunstalle, Bonn, RDA; Museo de Brooklyn, Nueva York; The Hayward Gallery, Londres; Susanne Vielmetter, Los Ángeles. y Elizabeth Dee Gallery, Nueva York, entre muchos otros. Sus actuaciones en solitario han realizado giras a nivel nacional e internacional, y fue miembro fundador del grupo / banda de interpretación CORE. Sus escritos aparecen en revistas y antologías que incluyen Nothing Moments, Userlands (editado por Dennis Cooper), Soft Targets Journal of Art and Theory, LTTR y Movement Research. Ella enseña como profesora adjunta en Nuevos Géneros en UCLA, Foto / Medios en Cal Arts, Artes Visuales / Medios y Estudios Críticos de Género en UCSD, y ha enseñado en los programas de Máster en la Universidad del Sur de California y la Universidad de California en Los Ángeles.

## Premios
En 2012, ganó una beca John Simon Guggenheim Memorial Foundation por su trabajo.
En 2001, recibió el fondo Franklin Furnace Fund for Performance Art. Este premio se otorga a individuos que hayan producido una obra de arte importante en cualquier parte del estado de Nueva York.